# Jago Abuładze
Jago Dżumbierowicz Abuładze (ros. Яго Джумберович Абуладзе, ur. 16 października 1997) – rosyjski judoka.
Mistrz świata w 2021. Wicemistrz Europy w 2020 i trzeci w 2021 roku.